# El Naranjo, Hidalgo
El Naranjo är en ort i Mexiko.   Den ligger i kommunen La Misión och delstaten Hidalgo, i den sydöstra delen av landet, 180 km norr om huvudstaden Mexico City. El Naranjo ligger 1 300 meter över havet och antalet invånare är 454.
Terrängen runt El Naranjo är huvudsakligen bergig, men åt nordost är den kuperad. Runt El Naranjo är det ganska glesbefolkat, med 39 invånare per kvadratkilometer. Närmaste större samhälle är Chapulhuacán, 18,2 km nordost om El Naranjo. I omgivningarna runt El Naranjo växer i huvudsak blandskog.